# Limmareds församling
Limmareds församling var en församling i nuvarande Göteborgs stift. Församlingen uppgick efter 1546 i Tranemo församling.
Kyrkan låg söder om gården Limmared och var en medeltida träkyrka. Grunden som mäter 14 x 8 meter är fortfarande synlig.

## Administrativ historik
Församlingen har medeltida ursprung och uppgick efter 1546 i Tranemo församling.